# Limnonectes gyldenstolpei
Limnonectes gyldenstolpei là một loài ếch trong họ Ranidae.
Nó được tìm thấy ở Campuchia, Lào, Thái Lan, và có thể cả Myanmar.
Các môi trường sống tự nhiên của chúng là các khu rừng ẩm ướt đất thấp nhiệt đới hoặc cận nhiệt đới, rừng mây ẩm nhiệt đới và cận nhiệt đới, sông, và sông có nước theo mùa.
Nó không được xem là bị đe dọa theo IUCN.